# Рајко Долечек
Рајко Долечек (Праг, 1. јун 1925 – 20. децембар 2017, Острава) је био познати чешки универзитетски професор, писац и љекар, специјализован за ендокринологију, дијетологију и обеситологију. Био је дугогодишњи председник Друштва српско-чешког пријатељства. Био је члан Чешких бораца за слободу (учешће у покрету отпора у иностранству).

## Биографија
Рајко Долечек рођен је 1. јуна 1925. године у Прагу у породици Јозефа и Милице (Тадић) Долечек. Његова мајка је била Српкиња из Босне, тачније са Романије, док му је отац био Чех. Крштен је у Православној цркви. Годину дана након рођења Рајка, породица се преселила у Београд гдје је отац био представник чешке фирме ЧКД. У Београду Рајко је прво похађао чешку Масарикову школу, а затим 1938. године је прешао у српску гимназију, коју је завршава у августу 1944. - два мјесеца прије ослобођења Београда. Као деветогодишњак био је на сахрани краља Александра I. Како у то вријеме Београд није имао довољно смјештајних капацитета у кући Долечекових (кућа Долечекових се налазила у Бирчаниновој улици насупрот војне академије) су боравила два чехословачка официра пуковници Plasse и Malého. Рајку је овај догађај остао у сјећању јер је од једног добио пушку за "швабе" односно Нијемце, а од другог официра тенк. Пуковника Малеха су нацисти стрељали током рата.
Након потписивања Минхенског споразума 1938. године, учествовао је у демонстрацијама које су се одржале у Београду, изражавајући подршку Чехословачкој и свједочио је организацији српских добровољаца који су се пријављивали за чехословачку војску у жељи да помогну Чехословачкој. Након Хитлерове окупације Чехословачке марта 1939. године, Рајков отац учествовао је у организовању помоћи чехословачким официрима који су били приморани да напусте своју oтаџбину. Због оваквих активности током окупације Долечекови су често били на удару Гестапоа. Током ваздушних напада нацистичке Њемачке на Београд у 6. априла 1941. године, Долечекови су били у свом дому који се налазио у центру града и имали су велику срећу да њихова кућа није погођена. Током рата убијено је на десетине рођака његове мајке који су се затекли на територији новоформиране Независне државе Хрватске. Након завршетка средње школе и захваљујући језичкој компетенцији, Рајко је радио као секретар војног представника Црвене армије за Београд. Потом је провео неколико месеци у Италији радећи као тумач у Управи за помоћ и рехабилитацију Уједињених нација. Рајко је говорио француски, њемачки, латински, енглески и руски језик.
Студије медицине започео је 1946. године на Медицинском факултету у Београду (два семестра), а наставио студије на Карловом универзитету у Прагу. Његови родитељи се 1949. трајно враћају у Чехословачку. Од почетка медицинске каријере радио је у Острави, најпре на интерном одељењу локалне болнице, а касније на интерној клиници Универзитетске болнице Острава. Ванредни професор је од 1965, доктор медицинских наука од 1970, а редовни професор од 1993. Љекарску праксу обављао је од 29. октобра 1950. све до неколико мјесеци прије своје смрти и био је један од љекара са најдужим стажом. Медицином се бавио 67 година. Цијелу 1968. провео је у САД као научно-истраживачки радник. Од 1970-их година популаризовао је здраву исхрану и дијететику у духовитим телевизијским програмима, емисијама и популарним едукативним публикацијама по чему га памте генерације Чеха и Словака. Као доцент, доктор медицинских наука и професор, на позив колега љекара, често је боравио у Београду, Новом Саду, Нишу, Златибору, Љубљани. Аутор је више од 200 научних радова из области нутриционистике и дијетологије.
Често је истицао своје велико пријатељство са генералом Ратком Младићем кога је и посјетио у притвору хашког суда. Много пута је посјећивао Србију и Републику Српску и у континуитету организовао хуманитарну помоћ за Србе. Осуђивао је агресију НАТО пакта на Савезну републику Југославију. Борио се против чешког признања Републике Косово.
Током ратних дешавања деведесетих година, основао је Чешку фондацију пријатеља Срба и Црногораца преко које су у Републику Српску и Србију слали лијекове и други материјал. Био је, од 1993. године, гостујући професор на медицинском факултету у Београду, а послије и на медицинском факултету у тадашњем Србињу. Са ректором Универзитета у Острави и са супругом Добром, био је гост на Универзитету у Српском Сарајеву, а предавања је држао и на српској телевизији. У току рата, као и за вријеме НАТО агресије на СРЈ, небројено пута је у Београду говорио на радију и телевизији, написао мноштво чланака у српским и иностраним новинама борећи се за истину о Србима и учествовао на разним форумима у Чешкој, Србији, Републици Србској. Од Његове Светости патријарха српског Господина Павла, 1996. је одликован орденом Светог Саве првог степена („за објективно тумачење најновије свесрпске трагедије“). Исте године, од предсједника Републике Српске др Радована Караџића, одликован је орденом Његоша, а Вукову награду је добио наредне године. Од предсједника Караџића и епископа Григорија добио је захвалнице. У периоду од 1998. до 2001. изашла су три издања књиге „Оптужујем“ (Европску унију, НАТО и Америку) на српском, чешком и енглеском језику. „Нецензурисане слике из историје југословенске браће“ објављене 2007. и 2009. „Нецензурисане слике из историје Косова и Метохије“, а 2010. године „Разговори са генералом Младићем“, на чешком и српском језику. Говорио је приликом годишњице НАТО агресије на великом међународном скупу у Берлину 2001. Био је члан Удружења српских књижевника.
Преминуо је 20. децембра 2017. у Универзитетској болници у Острави. Постхумно је 28. октобра 2018. године одликован Орденом Томаш Гариг Масарик I реда за заслуге у развоју демократије, хуманости и људских права.

## Признања
Добитник је многобројних признања и награда од којих издвајамо
- Орден Његоша (Република Српска)
- Орден Светог Саве I степена (СПЦ)
- Орден Томаш Гариг Масарик 1. степена. (Чешка)
- Златне медаље за заслуге[5] (Србија)
- Добитник Вукове награде
- Повеља Србског сабрања Баштионик "Србски родољуб"
- Награда за животно дјело од литерарно-културног часописа "Збиља"[6]
- Почасни грађанин града Остраве.